# Jigme
Jigme (auch: Jikme; tib.:  'jigs med; THDL: Jikmé, Transkription der VRCh: Jigmê; furchtlos, mutig) ist ein häufig verwendeter Bestandteil tibetischer und bhutanischer Namen.
Jigme ist Bestandteil des Namens folgender Personen:
- Jigme Dorje Wangchuck (1929–1972), 3. Drug Gyelpo von Bhutan
- Jigme Guri (1966–2022), Mönch des tibetischen Buddhismus
- Jigme Khesar Namgyel Wangchuck (* 1980), 5. Drug Gyelpo von Bhutan
- Jigme Palbar Bista (* um 1930), König von Mustang bis 2008
- Phuntsho Jigme (* 1997), bhutanischer Fußballspieler
- Jigme Singye Wangchuck (* 1955), 4. Drug Gyelpo von Bhutan
- Jigme Thinley (* 1952), seit 2008 Ministerpräsident von Bhutan
- Jigme Tshering (* 1959), bhutanischer Bogenschütze
- Jigme Wangchuk (1905–1952), 2. Drug Gyelpo von Bhutan
- Ngapoi Ngawang Jigmê (1910–2009), tibetischer Politiker der VR China
- Thubten Jigme Norbu (1922–2008), Schriftsteller, Bürgerrechtler und Professor für tibetische Studien